# Єлизавета Рудланська
Єлизавета (Елізабет) Рудланська (англ. Elizabeth of Rhuddlan; 7 серпня 1282, Рудлан, Денбігшир, Уельс — 5 травня 1316, Квендон, Ессекс, Королівство Англія) — молодша дочка короля Англії Едуарда I й Елеонори Кастильської. Була одруженою з графом Голландії Яном I, а після його смерті в 1299 році — з англійським магнатом Гамфрі де Богуном, 4-м графом Герефордом. У другому шлюбі народила 11 дітей.

## Життєпис
Єлизавета народилася в замку Рудлан у Денбігширі 7 серпня 1282 року — в той час, коли її батько, король Англії Едуард I, завойовував Уельс. Остання дочка і передостання (п'ятнадцята) дитина Едуарда I та його першої дружини Елеонори Кастильської, котрі перебували на той час у шлюбі 27 років. Вже у квітні 1285 року король домовився з графом Голландії Флорісом V про шлюб Елізабет із сином та спадкоємцем графа Яном; було укладено заручини, і Ян приїхав до Англії, щоб отримати виховання на батьківщині нареченої . За допомогою династичного шлюбу Едуард розраховував укласти антифранцузький союз. Після вбивства Флоріса V змовниками (1296) Ян став графом Голландії, а 18 січня 1297 року в Іпсвічі (Саффолк) повінчався з Єлизаветою.
Відразу після весілля Ян вирушив до свого графства. Його юна дружина на вимогу батька залишилася на батьківщині; тільки восени 1297 року, після низки прохань чоловіка, вона теж поїхала до Голландії. Вже 10 листопада 1299 року п'ятнадцятирічний Ян I раптово помер. Єлизавета, що залишилася бездітною вдовою, повернулася до Англії і знову оселилася при дворі батька, який призначив їй утримання. 
14 листопада 1302 року у Вестмінстерському абатстві вона вступила в другий шлюб — з Гамфрі де Богуном, графом Герефорда і Ессекса, верховним констеблем Англії. Так само, як перед шлюбом сестри Єлизавети, Джоанни Акрської, Едуард I уклав із майбутнім зятем угоду, за якою отримував усі володіння Богуна, а після весілля повертав їх — але вже Богуну та його дружині. Якби Єлизавета пережила і другого чоловіка, вона мала стати єдиною власницею всього його майна. На відміну від ситуації з Джоанною, землі королівського зятя не могли перейти до дітей принцеси від гіпотетичного третього шлюбу.
Після весілля Єлизавета продовжувала жити при королівському дворі. Тільки 1307 року, після смерті батька, вона переїхала в маєтки чоловіка. В одному з цих маєтків, Квендоне в Ессексі, графиня й померла 5 травня 1316 року, відразу після одинадцятих пологів. Її поховали в родовій усипальниці Богунів в Уолденському абатстві (Ессекс).

## Нащадки
Перший шлюб Єлизавети Рудланської залишився бездітним. Від другого чоловіка вона народила 11 дітей, з яких до дорослого віку дожили семеро:
- Едмунд;
- Маргарита (померла 16 грудня 1391); чоловік: від 11 серпня 1325 Г'ю де Куртене (12 липня 1303 — 2 травня 1377), 10-й граф Девон;
- Г'ю (1303—1305);
- Елеонора (17 жовтня 1304 — 7 жовтня 1363); 1-й чоловік: від 1327 року — Джеймс Батлер (близько 1305 — січень/лютий 1338), 1-й граф Ормонд; 2-й чоловік: від 1344 року — Томас Дегворт (після 1312 — липень/серпень 1350), барон Дегворт;
- Марія (1305—1305);
- Джон (23 листопада 1306 — 20 січня 1336), 5-й граф Герефорд і 4-й граф Ессекс від 1322 року, лорд-констебль Англії в 1322—1330 роках;
- Гамфрі (6 грудня 1309 — 15 жовтня 1361), 6-й граф Герефорд і 5-й граф Ессекс від 1336 року, лорд-констебль Англії в 1330—1338, 1360—1361 роках;
- Едуард (1311 — близько 10 листопада 1334);
- Вільям (1311 — 16 вересня 1360), близнюк Едуарда, 1-й граф Нортгемптон від 1337, лорд-констебль Англії від 1338 року;
- Еніс (1314—1343);
- Ізабелла (народилася й померла 5 травня 1316)[11].